# Philippe Alliot
Philippe Alliot (ur. 27 lipca 1954 w Voves) – francuski kierowca Formuły 1.
W Formule 1 startował w latach 1984–1990 oraz 1993–1994. W późniejszym okresie startował w wyścigach GT, m.in. kilkakrotnie wystartował w wyścigu 24h Le Mans. Uczestniczył także w wyścigach na lodzie oraz w rajdzie Dakar.

## Kariera

### Początki
Przed rozpoczęciem kariery w Formule 1 startował w serii Formuła Renault, gdzie w 1978 roku zdobył tytuł mistrzowski, będąc członkiem zespołu BP Racing Team. Z tym samym zespołem wygrał również French Formula Renault Championship (późniejsza Formuła Renault 2.0). Następnie przeszedł do serii Formuła 3. W swoim debiutanckim wyścigu zajął trzecie miejsce. W roku 1983 zaczął starty w Formule 2, jednakże sławę dało mu zajęcie 3 miejsca w 24h Le Mans.

### Formuła 1
W sezonie dołączył do RAM Racing, jednak nie odniósł tam sukcesów. Po tym jak w Grand Prix Wielkiej Brytanii Jacques Laffite doznał poważnych obrażeń, Alliot zajął jego miejsce w zespole Ligier, gdzie zaczął osiągać lepsze rezultaty. W 1987 przeniósł się do Larrousse, jednak w 1990 wrócił do zespołu Ligier. Nie był to jednak udany powrót, gdyż Alliot spowodował sporo kolizji i wypadków, za co został ostro skrytykowany przez zespoły i komentatorów sportowych. James Hunt nazwał go „jednym z najgorszych kierowców, którzy jeździli bolidem F1”. Po tym Alliot zrobił przerwę od startów królowej sportów motorowych i przeszedł do zespołu Peugeot, kierowanego wtedy przez Jeana Todta. Zaowocowało to 3. miejscem w 1992 i 24h Le Mans.
W sezonie 1993 Alliot wrócił do F1 z Larrousse, osiągając w Grand Prix San Marino najlepsze (piąte) miejsce w swoich startach w F1.
Po roku objął funkcję kierowcy testowego w zespole McLaren. Podczas Grand Prix Węgier zastąpił Mikę Häkkinena. W kwalifikacjach zajął 14. miejsce, wyścigu nie ukończył. Następnie Alliot zmienił Oliviera Berettę z Larrousse na czas Grand Prix Belgii. Startował z 19 pola, wyścigu jednak nie ukończył przez problemy z jednostką napędową. Jednocześnie był to jego ostatni wyścig w Formule 1.

## Wyniki

### 24h Le Mans
| Rok  | Zespół                  | Partnerzy                                | Samochód            | Klasa  | Okr. | Poz. | Klasa Poz. |
| ---- | ----------------------- | ---------------------------------------- | ------------------- | ------ | ---- | ---- | ---------- |
| 1983 | Porsche Kremer Racing   | Mario Andretti Michael Andretti          | Porsche 956         | C      | 364  | 3    | 3          |
| 1986 | John Fitzpatrick Racing | Paco Romero Michel Trollé                | Porsche 962C        | C1     | 312  | 10   | 8          |
| 1990 | Porsche Kremer Racing   | Patrick Gonin Bernard de Dryver          | Porsche 962CK6      | C1     | 319  | 16   | 16         |
| 1991 | Peugeot Talbot Sport    | Mauro Baldi Jean-Pierre Jabouille        | Peugeot 905         | C1     | 22   | NU   | NU         |
| 1992 | Peugeot Talbot Sport    | Mauro Baldi Jean-Pierre Jabouille        | Peugeot 905 Evo 1B  | C1     | 345  | 3    | 3          |
| 1993 | Peugeot Talbot Sport    | Mauro Baldi Jean-Pierre Jabouille        | Peugeot 905 Evo 1B  | C1     | 367  | 3    | 3          |
| 1995 | GTC Gulf Racing         | Pierre-Henri Raphanel Lindsay Owen-Jones | McLaren F1 GTR      | GT1    | 77   | NU   | NU         |
| 1996 | Courage Compétition     | Didier Cottaz Jérôme Policand            | Courage C36-Porsche | LMP1   | 215  | NU   | NU         |
| 2003 | Courage Compétition     | David Hallyday Carl Rosenblad            | Courage C65-JPX     | LMP675 | 41   | NU   | NU         |

### Formuła 1
| Legenda oznaczeń w tabelach wyników Wyświetl szablon na nowej stronie | Legenda oznaczeń w tabelach wyników Wyświetl szablon na nowej stronie                                                                     |
| Oznaczenie                                                            | Wyjaśnienie |
| --------------------------------------------------------------------- | --- |
| Złoty                                                                 | Zwycięzca lub mistrzostwo |
| Srebrny                                                               | 2. miejsce lub wicemistrzostwo |
| Brązowy                                                               | 3. miejsce lub II wicemistrzostwo |
| Zielony                                                               | Ukończył, punktował (w klasyfikacji generalnej, gdy zdobył co najmniej jeden punkt na przestrzeni sezonu, poza trzema powyższymi opcjami) |
| Niebieski                                                             | Ukończył, nie punktował (w klasyfikacji generalnej, gdy nie zdobył co najmniej jednego punktu na przestrzeni sezonu)                      |
| Czerwony                                                              | Nie zakwalifikował się (NZ) |
| Czerwony                                                              | Nie prekwalifikował się (NPK) |
| Różowy                                                                | Nie ukończył (NU) |
| Różowy                                                                | Niesklasyfikowany (NS) (w klasyfikacji generalnej, gdy nie został sklasyfikowany w żadnym wyścigu sezonu)                                 |
| Czarny                                                                | Zdyskwalifikowany (DK) |
| Czarny                                                                | Wykluczony (WYK/EX) |
| Biały                                                                 | Nie wystartował (NW) |
| Biały                                                                 | Kontuzjowany (K/INJ) |
| Biały                                                                 | Wyścig odwołany (OD/C) |
| Bez koloru                                                            | Został wycofany (WYC/WD) |
| Bez koloru                                                            | Nie przybył (NP/DNA) |
| Bez koloru                                                            | Nie brał udziału w treningach (NT/DNP) |
| Bez koloru                                                            | Nie został zgłoszony (–) |
| Pogrubienie                                                           | Start z pole position |
| Kursywa                                                               | Najszybsze okrążenie wyścigu |
| †                                                                     | Nie ukończył, ale jego rezultat został zaliczony ze względu na przejechanie więcej niż 90% dystansu wyścigu.                              |
| *                                                                     | Sezon w trakcie |
| 1/2/3                                                                 | Punktowana pozycja w sprincie kwalifikacyjnym                                                                                             |
| Lista systemów punktacji Formuły 1                                    | |

| Rok  | Zespół                      | Nadwozie       | Silnik          | 1      | 2      | 3      | 4      | 5      | 6      | 7      | 8      | 9      | 10      | 11     | 12     | 13     | 14     | 15     | 16     | Pozycja | Punkty |
| ---- | --------------------------- | -------------- | --------------- | ------ | ------ | ------ | ------ | ------ | ------ | ------ | ------ | ------ | ------- | ------ | ------ | ------ | ------ | ------ | ------ | ------- | ------ |
| 1984 | Skoal Bandit Formula 1 Team | RAM 02         | Hart R4         | BRA NU | RSA NU | BEL NZ | SMR NU | FRA NU | MON NZ | CAN 10 | DET NU | DAL NW | GBR NU  | GER NU | AUT 11 | NED 10 | ITA NU | EUR NU | POR NU | –       | 0      |
| 1985 | Skoal Bandit Formula 1 Team | RAM 03         | Hart R4         | BRA 9  | POR NU | SMR NU | MON NZ | CAN NU | DET NU | FRA NU | GBR NU | GER NU | AUT NU  | NED NU | ITA NU | BEL NU | EUR NU | RSA    | AUS    | –       | 0      |
| 1986 | Equipe Ligier               | Ligier JS27    | Renault V6      | BRA    | ESP    | SMR    | MON    | BEL    | CAN    | DET    | FRA    | GBR    | GER NU  | HUN 9  | AUT NU | ITA NU | POR NU | MEX 6  | AUS 8  | 18      | 1      |
| 1987 | Larrousse Calmels           | Lola LC87      | Ford V8         | BRA    | SMR 10 | BEL 8  | MON NU | DET NU | FRA NU | GBR NU | GER 6  | HUN NU | AUT 12  | ITA NU | POR NU | ESP 6  | MEX 6  | JPN NU | AUS NU | 17      | 3      |
| 1988 | Larrousse Calmels           | Lola LC88      | Ford V8         | BRA NU | SMR 17 | MON NU | MEX NU | CAN 10 | DET NU | FRA NU | GBR 14 | GER NU | HUN 12  | BEL 9  | ITA NU | POR NU | ESP 14 | JPN 9  | AUS 10 | –       | 0      |
| 1989 | Larrousse Calmels           | Lola LC88C     | Lamborghini V12 | BRA 12 |        |        |        |        |        |        |        |        |         |        |        |        |        |        |        | 26      | 1      |
| 1989 | Equipe Larrousse            | Lola LC89      | Lamborghini V12 |        | SMR NU | MON NU | MEX NC | USA NU | CAN NU | FRA NU | GBR NU | GER NU | HUN NPZ | BEL 16 | ITA NU | POR 9  | ESP 6  | JPN NU | AUS NU | 26      | 1      |
| 1990 | Ligier Gitanes              | Ligier JS33B   | Ford V8         | USA WD | BRA 12 | SMR 9  | MON NU | CAN NU | MEX 18 | FRA 9  | GBR 13 | GER DK | HUN 14  | BEL NZ | ITA 13 | POR NU | ESP NU | JPN 10 | AUS 11 | –       | 0      |
| 1993 | Equipe Larrousse            | Larrousse LH93 | Lamborghini V12 | RSA NU | BRA 7  | EUR NU | SMR 5  | ESP NU | MON 12 | CAN NU | FRA 9  | GBR 11 | GER 12  | HUN 8  | BEL 12 | ITA 9  | POR 10 | JPN    | AUS    | 17      | 2      |
| 1994 | Marlboro McLaren Peugeot    | McLaren MP4/9  | Peugeot V10     | BRA    | PAC    | SMR    | MON    | ESP    | CAN    | FRA    | GBR    | GER    | HUN NU  |        |        |        |        |        |        | –       | 0      |
| 1994 | Tourtel Larrousse F1        | Larrousse LH94 | Ford V8         |        |        |        |        |        |        |        |        |        |         | BEL NU | ITA    | POR    | EUR    | JPN    | AUS    | –       | 0      |